# Arthur Phillip

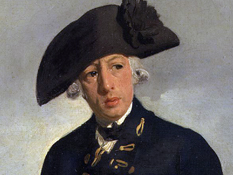
Arthur Phillip

Arthur Phillip (11. října 1738 Londýn – 31. srpna 1814 Bath) byl admirál Královského námořnictva Království Velké Británie, guvernér Nového Jižního Walesu, první evropské kolonie na australském kontinentu, a zakladatel Sydney.
Do královského námořnictva vstoupil ve svých patnácti letech a zúčastnil se sedmileté války ve Středozemním moři, kde bojoval v bitvě u Menorcy v roce 1756. Posléze byl povýšen, ale na konci války byl převelen do zálohy a živil se zemědělstvím v Lyndhurstu v Hampshire.
V roce 1774 vstoupil do portugalského námořnictva jako kapitán a sloužil ve Španělsko-portugalské válce.
V roce 1778 opět Británie válčila a Phillip byl povolán do aktivní služby. Sice časem opět stoupl v hodnosti, ale v roce 1784 byl opět přesunut do zálohy.
V říjnu 1786 byl jmenován guvernérem Nového Jižního Walesu, plánované britské trestanecké kolonie na východním pobřeží Austrálie. V přípravě na osmiměsíční plavbu se potýkal s obtížemi a byl odmítnut jeho plán, aby na cestu vyjeli zkušení zemědělci a řemeslníci — většina odsouzených byli drobní zlodějíčci z londýnských chudinských čtvrtí.
Flotila odplula 13. května 1787 a po průzkumu pobřeží se nakonec vylodila 26. ledna na místě dnešního Sydney. Vzhledem k tomu, že v okolí nebyla nijak zvlášť úrodná půda, bylo potřeba se vyrovnat s neznámým klimatem a odsouzenci nebyli zkušení zemědělci, byl počátek kolonie bojem o holé přežití. I díky Phillipovu vedení ovšem kolonie překonala počáteční obtíže a okolo roku 1790 už fungovala bez akutních problémů. A když byl odvolán a na konci roku 1792 odplul zpět do Anglie, hladomor v kolonii už nehrozil.